# Bagatelle (muziekstuk)
Een bagatelle (Frans voor "kleinigheid") is een klein, licht muziekstuk, meestal voor piano, zoals Beethovens Bagatelle in a mineur, beter bekend als Für Elise.

## Oudste bekende bagatelle
De oudste bekende bagatelle is gecomponeerd door François Couperin, in boek 2 van zijn Pièces de Clavecin, Ordre 10 in D majeur/d mineur. Het stuk is getiteld Les Bagatelles.

## De bekendste bagatellen
Behalve "Für Elise" zijn ook de andere bekendste bagatellen door Beethoven gecomponeerd. Het zijn drie bundels: opus 33, opus 119 en opus 129.
Andere bagatellen zijn:
- Franz Liszt - Bagatelle sans tonalité (een vroeg experiment met atonaliteit)
- Camille Saint-Saëns - 6 Bagatelles Opus 3
- Bedřich Smetana - Bagatellen en Impromptus, B 40

### Twintigste-eeuwse componisten
- Aleksandr Tsjerepnin - Opus 5 10 miniaturen, die tot de populairste werken van deze componist horen
- Béla Bartók - Opus 6, waarin Bartók voor het eerst pentatoniek en kerktoonladders gebruikt
- Jean Sibelius - Opus 34 10 miniaturen die spelen met de conventies van de Franse salonmuziek
- Carl Vine - Five Bagatelles for Piano (1994) die nogal eens op pianoconcoursen gespeeld worden

### Andere bezettingen dan piano
- Antonín Dvořák - Bagatelle & Legende opus 47 voor twee violen, cello en harmonium hoewel deze laatste ook wel vervangen wordt door een piano.
- Anton Webern - Opus 9, een bundel van 6 stukken voor strijkkwartet
- Gerald Finzi - Five Bagatelles voor klarinet en piano
- William Walton - Five Bagatelles for Guitar